# Rima Oppolzer
La Rima Oppolzer è una struttura geologica della superficie della Luna.